# 西塞維爾 (紐約州)
西塞維爾（英語：West Sayville）是位於美國紐約州薩福克縣的普查規定居民點。

## 人口
根據2020年美國人口普查的數據，西塞維爾的面積為5.47平方千米，當中陸地面積為4.97平方千米，而水域面積為0.50平方千米。當地共有人口4872人，而人口密度為每平方千米890.68人。